# Зйомка газова
Зйо́мка га́зова (Знімання газове) (рос. съемка газовая, англ. gas survey, нім. Gasaufnahme) — метод польових досліджень з метою виявлення летких хімічних елементів у приповерхневому шарі (до 0,5—1 м) літосфери і гідросфери.
На базі цього методу застосовується газогеохімічний метод пошуків, при якому об'єктами вивчення є, як правило, пари ртуті, гелій, метан.
Зйомка газова призначена для картування зон розломів, гідротермальної, особливо ртутної, мінералізації та скупчень вуглеводнів.